# تئو اسمیت
تئو اسمیت (هلندی: Theo Smit؛ زادهٔ ۵ آوریل ۱۹۵۱) دوچرخه‌سوار اهل هلند است.